# Sočkovac
Sočkovac je naseljeno mjesto u sastavu općine Bosansko Petrovo Selo, Republika Srpska, BiH. 

## Povijest
Sočkovac se do rata nalazio u sastavu općine Gračanica.

## Geografski položaj
Selo Sočkovac je jedno od urbanijih naselja na Ozrenu. Samo naselje skoncentrirano je na prelazu ravničarskog u brdsko-planinsko područje, jednim dijelom smješteno ispod vrha Ostrevice i Kameničkog visa, a drugim u Sprečanskom polju, uz željezničku prugu. Od središta općine udaljeno je osam kilometara i nalazi se uz sela Kakmuž i Karanovac. 
Broji preko 300 domaćinstava i ima svoju parohiju. Okolica Sočkovca bogata je raznovrsnim ljekovitim biljem, raznovrsnom divljači, izvorima pitke, mineralne i termo-mineralne vode te bogatim nalazištima ruda. Naselje je također poznato i po kupalištu "Terme Ozren". Jedno je od rijetkih ozrenskih naselja koje ima nešto razvijeniju privredu, u čemu prvo mjesto zauzima ciglana Sočkovac.

## Stanovništvo
| Sočkovac           |                |                |              |
| godina popisa      | 1991.          | 1981.          | 1971.        |
| Srbi               | 1.053 (93,93%) | 1.012 (93,79%) | 979 (95,98%) |
| Muslimani          | 15 (1,33%)     | 11 (1,01%)     | 23 (2,25%)   |
| Hrvati             | 9 (0,80%)      | 6 (0,55%)      | 13 (1,27%)   |
| Jugoslaveni        | 21 (1,87%)     | 44 (4,07%)     | 0            |
| ostali i nepoznato | 23 (2,05%)     | 6 (0,55%)      | 5 (0,49%)    |
| ukupno             | 1.121          | 1.079          | 1.020        |